# Distretto di Beytüşşebap
Il distretto di Beytüşşebap (in turco Beytüşşebap ilçesi) è uno dei distretti della provincia di Şırnak, in Turchia.